# Saint-Amant-de-Bonnieure
Pour les articles homonymes, voir Saint-Amant.
Saint-Amant-de-Bonnieure est une ancienne commune du Sud-Ouest de la France, située dans le département de la Charente (région Nouvelle-Aquitaine).
Le 1er janvier 2018, elle fusionne avec Saint-Angeau et Sainte-Colombe pour former la commune nouvelle de Val-de-Bonnieure.

## Géographie

### Localisation et accès
Saint-Amant-de-Bonnieure est située à 9 km à l'est de Mansle et 25 km au nord d'Angoulême.
Le petit bourg de Saint-Amant, situé sur la rive droite de la Bonnieure, fait face à celui de Saint-Angeau qu'il touche presque, situé sur la rive sud. Il est aussi à 13 km au nord-ouest de Chasseneuil-sur-Bonnieure, 14 km de La Rochefoucauld, Saint-Claud et Saint-Amant-de-Boixe, 21 km au sud-est de Ruffec.
À l'écart des grandes routes, Saint-Amant est traversée par la  D 15, route secondaire de Cognac à Confolens, qui permet de joindre la N 10 vers Angoulême au sud-ouest par Saint-Angeau et Tourriers. La D 6, route de Mansle à La Rochefoucauld qui passe à Saint-Angeau, borde la commune au sud.

### Hameaux et lieux-dits
Le bourg est minuscule et la population est groupée dans de nombreux hameaux : Muzenangle près du bourg, les Blondeaux, le Châtenet et le Sargnat au nord-ouest, les Épardeaux et Puyclavaud à l'est.

### Communes limitrophes
|             | Saint-Front                     | Valence                           |
| Saint-Ciers | Saint-Amant-de-Bonnieure        | Saint-Mary                        |
|             | Saint-Angeau (Val-de-Bonnieure) | Sainte-Colombe (Val-de-Bonnieure) |

### Géologie et relief
Le sol est constitué d'un plateau calcaire datant du Jurassique (Callovien au nord et Oxfordien au sud). Les plateaux sont couverts d'argile rouge datant du tertiaire, au centre et nord-est de la commune, ainsi qu'à l'extrême sud. La vallée de la Bonnieure elle-même est occupée par des alluvions du quaternaire,,.
Le relief de la commune est celui d'un plateau d'une altitude moyenne de 100 m bordé au sud par la vallée de la Bonnieure. Le point culminant de la commune est à une altitude de 129 m, situé sur la limite nord-ouest. Le point le plus bas est à 65 m, situé le long de la Bonnieure sur la limite occidentale. Le bourg, construit dans la vallée, est à 72 m d'altitude.
À l'ouest, près du moulin de Rochelot, une grotte appelée le Trou de la Vieille est creusée sur le flanc assez abrupt surplombant la Bonnieure.

### Hydrographie
La Bonnieure, affluent de la Charente, arrose le sud du territoire et sépare les bourgs de Saint-Amant et Saint-Angeau.

### Climat
Comme dans les trois quarts sud et ouest du département, le climat est océanique aquitain.

## Toponymie
Le nom est attesté sous la forme ancienne Sanctus Amancius de Bono Ydore. Ydore est une latinisation fantaisiste du mot grec qui signifie « eau »; Bono Ydore désigne la Bonnieure.
En Charente, les Saint-Amant se répartissent entre deux origines : Amandius était évêque de Bordeaux au Ve siècle. Amantius était aussi un saint, mais du VIIe siècle, né à Bordeaux puis ermite, célébré dans le diocèse d'Angoulême. Saint-Amant-de-Bonnieure ferait partie de cette seconde catégorie,.

## Histoire
Les plus anciens seigneurs de Saint-Amant-de-Bonnieure furent Louis Dexmier puis son fils Guillaume Dexmier. La famille Dexmier conserva le domaine et le logis jusqu'en 1550 puis il passa par le mariage de Jacquette Dexmier à René Ravard, seigneur d'Oriou.
En 1666, Jacques de Ravart, seigneur de Saint-Amant, était sénéchal du duché de La Rochefoucauld.
Seigneurie et logis de Saint-Amant-de-Bonnieure passent en 1765 à Jacques Rioux qui les vend en 1772 à Pierre de Montalembert.
Les plus anciens registres paroissiaux remontent à 1679.
Au Châtenet existait au XIIIe siècle un petit château dont le possesseur avait droit de haute justice. Ce château fut probablement détruit pendant la guerre de Cent Ans. Au XVIIIe siècle, le fief du Châtenet dépendait de la baronnie de Verteuil et appartenait à la famille Salomon.
Sur la rive gauche de la Bonnieure, le fief de la Borde était possédé par Jacques Le Mercier, seigneur de La Borde et de La Trimouille (à Saint-Angeau), qui a fait partie du ban de 1635. Le logis a été démoli en 1888 par son propriétaire.
Pendant la première moitié du XXe siècle, la commune voisine de Saint-Angeau était desservie par la petite ligne ferroviaire d'intérêt local à voie métrique des Chemins de fer économiques des Charentes allant d'Angoulême à Confolens appelée le Petit Mairat, et le bourg de Saint-Amant n'était qu'à un kilomètre de sa gare.
Dans les premières années du XXe siècle, l'industrie dans la commune était représentée par des fours à chaux et une tuilerie situés au Sargnat,.

## Administration

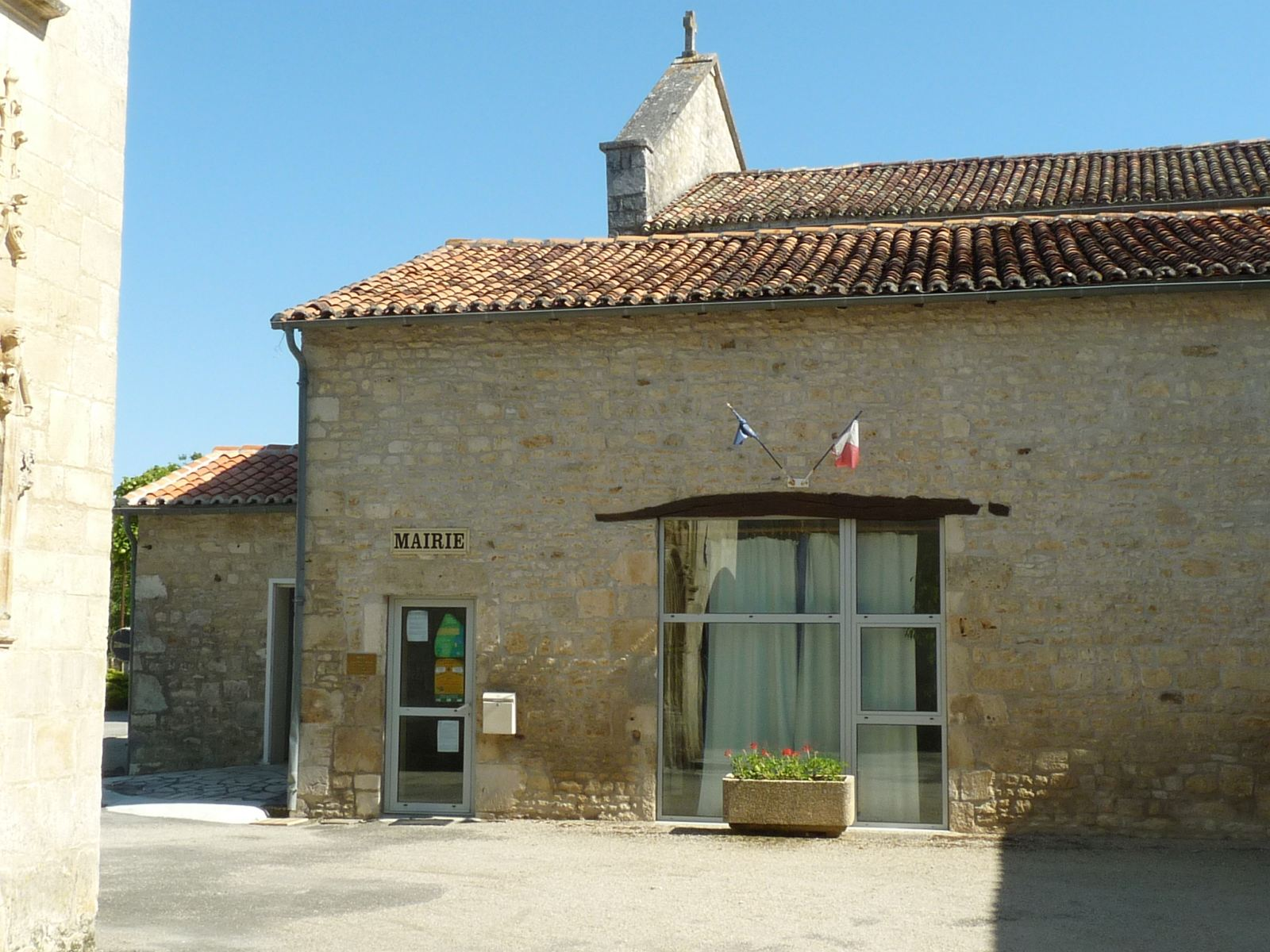
La mairie annexe.

### Liste des maires
| Période                                  | Période          | Identité           | Étiquette | Qualité                           |
| ---------------------------------------- | ---------------- | ------------------ | --------- | --------------------------------- |
| maire en 1945                            | ?                | M. Perraud         | UDSR      | Médecin                           |
| Les données manquantes sont à compléter. |                  |                    |           |                                   |
| 2001                                     | 2014             | André Faure        | SE        | Retraité industrie pharmaceutique |
| 2014                                     | mai 2016 (décès) | Joël Gachet        | PG        | Ancien conducteur d'autobus       |
| mai 2016                                 | décembre 2017    | Françoise Geoffroy |           |                                   |

## Population et société

### Démographie
L'évolution du nombre d'habitants est connue à travers les recensements de la population effectués dans la commune depuis 1793. Pour les communes de moins de 10 000 habitants, une enquête de recensement portant sur toute la population est réalisée tous les cinq ans, les populations de référence des années intermédiaires étant quant à elles estimées par interpolation ou extrapolation. Pour la commune, le premier recensement exhaustif entrant dans le cadre du nouveau dispositif a été réalisé en 2004.

En 2015, la commune comptait 358 habitants, en évolution de +3,77 % par rapport à 2009 (Charente : −0,48 %, France hors Mayotte : +2,11 %).
| 1793 | 1800  | 1806 | 1821 | 1831 | 1841 | 1846 | 1851 | 1856 |
| ---- | ----- | ---- | ---- | ---- | ---- | ---- | ---- | ---- |
| 773  | 1 153 | 835  | 891  | 870  | 861  | 857  | 868  | 860  |

| 1861 | 1866 | 1872 | 1876 | 1881 | 1886 | 1891 | 1896 | 1901 |
| ---- | ---- | ---- | ---- | ---- | ---- | ---- | ---- | ---- |
| 861  | 801  | 692  | 705  | 753  | 693  | 688  | 651  | 661  |

| 1906 | 1911 | 1921 | 1926 | 1931 | 1936 | 1946 | 1954 | 1962 |
| ---- | ---- | ---- | ---- | ---- | ---- | ---- | ---- | ---- |
| 636  | 605  | 556  | 556  | 480  | 475  | 446  | 410  | 389  |

| 1968 | 1975 | 1982 | 1990 | 1999 | 2004 | 2006 | 2009 | 2014 |
| ---- | ---- | ---- | ---- | ---- | ---- | ---- | ---- | ---- |
| 357  | 309  | 315  | 297  | 314  | 337  | 349  | 345  | 357  |

| 2015 | - | - | - | - | - | - | - | - |
| ---- | - | - | - | - | - | - | - | - |
| 358  | - | - | - | - | - | - | - | - |

### Pyramide des âges
| Hommes | Classe d’âge | Femmes |
| ------ | ------------ | ------ |
| 1,2    | 90 ans ou +  | 4,4    |
| 10,4   | 75 à 89 ans  | 14,3   |
| 23,3   | 60 à 74 ans  | 17,0   |
| 20,2   | 45 à 59 ans  | 17,6   |
| 18,4   | 30 à 44 ans  | 19,8   |
| 9,2    | 15 à 29 ans  | 10,4   |
| 17,2   | 0 à 14 ans   | 16,5   |

| Hommes | Classe d’âge | Femmes |
| ------ | ------------ | ------ |
| 0,5    | 90 ans ou +  | 1,6    |
| 8,2    | 75 à 89 ans  | 11,8   |
| 15,2   | 60 à 74 ans  | 15,8   |
| 22,3   | 45 à 59 ans  | 21,5   |
| 20,0   | 30 à 44 ans  | 19,2   |
| 16,7   | 15 à 29 ans  | 14,7   |
| 17,1   | 0 à 14 ans   | 15,4   |

### Enseignement
L'école est un RPI entre Saint-Amant et Saint-Angeau. Saint-Amant accueille l'école maternelle, avec deux classes, et Saint-Angeau l'école élémentaire. Le secteur du collège est Mansle.

## Économie

### Agriculture
La viticulture occupe une petite partie de l'activité agricole. La commune est située dans les Bons Bois, dans la zone d'appellation d'origine contrôlée du cognac.

## Culture locale et  patrimoine

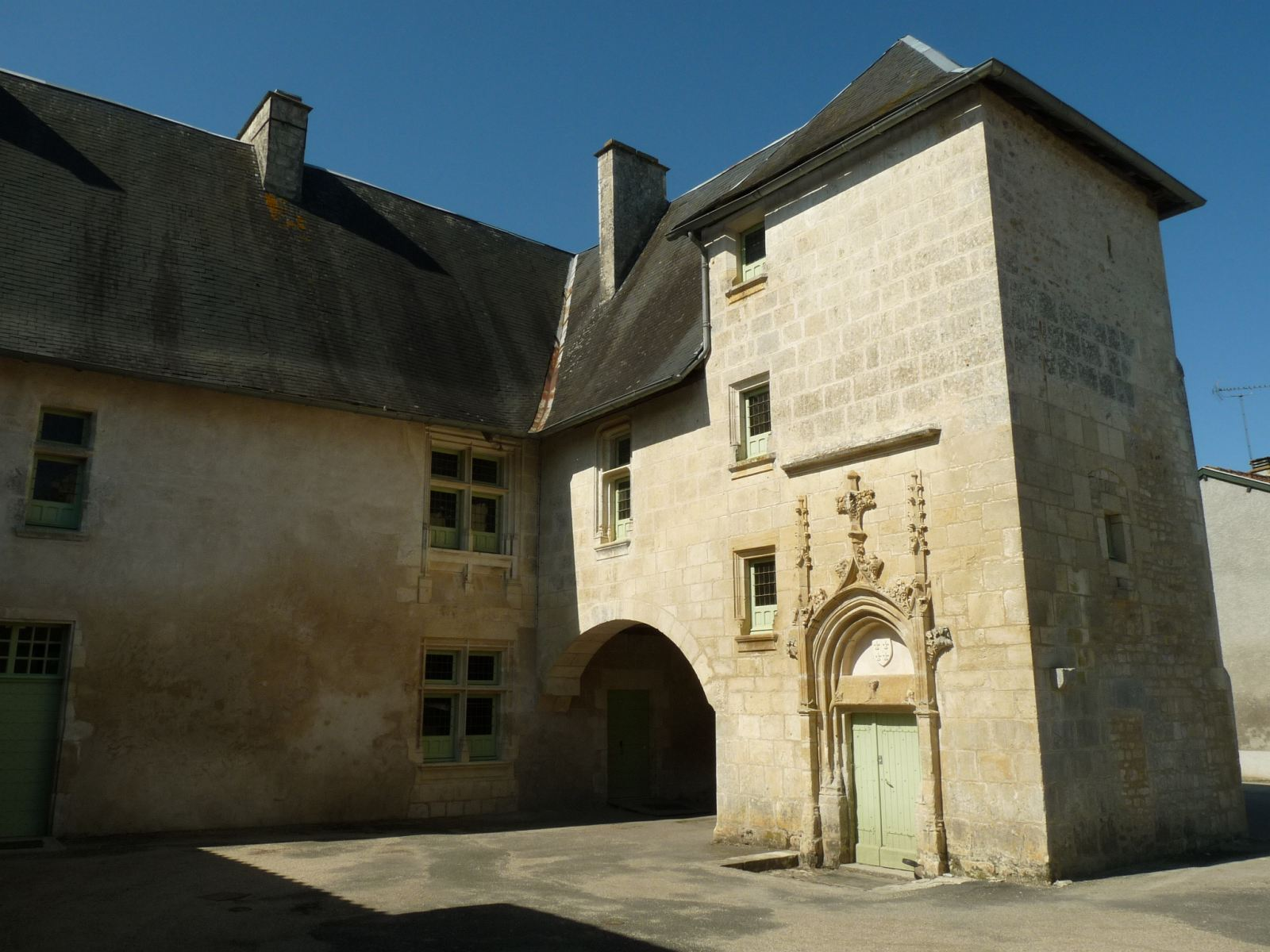
Le Logis vue de la mairie.

### Lieux et monuments
- Le logis de Saint-Amant qui abrite la mairie date du XVe siècle. La porte cochère est surmontée d'un écusson martelé. La porte principale est de style gothique flamboyant, encadrée de pinacles et surmontée d'un gâble orné d'un fleuron[22]. Les façades et les toitures, l'escalier en vis de la tourelle, la charpente et les poutres peintes de la grande salle du rez-de-chaussée ont été classés monuments historiques par arrêté du 21 mars 1983[23].

- L'église paroissiale dédiée à saint Amant qui date du XIIe siècle et a été remaniée à la fin du XVIe siècle a été classée monument historique par arrêté du 6 avril 1981[24].

L'église Saint-Amant
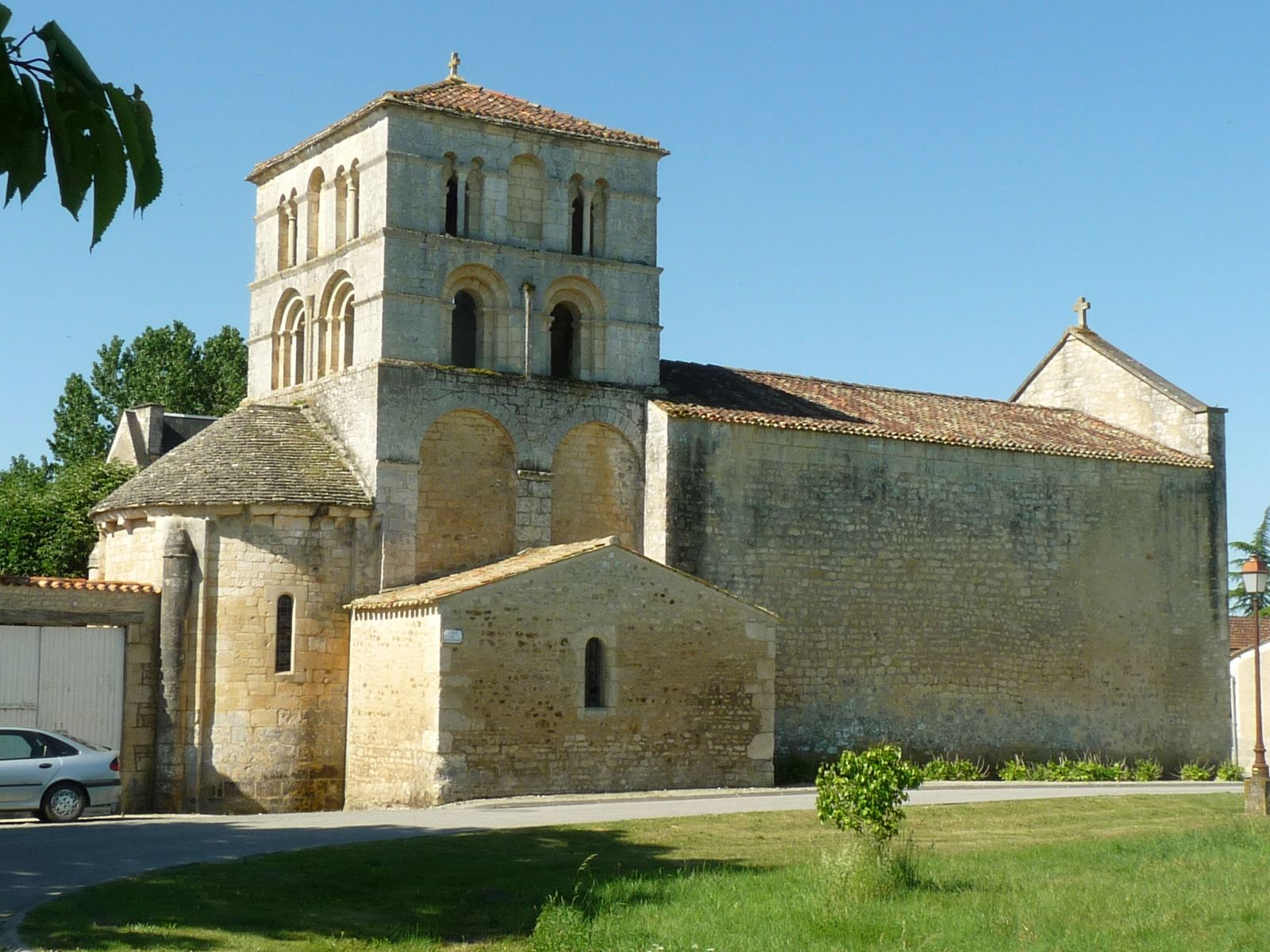
Vue générale.
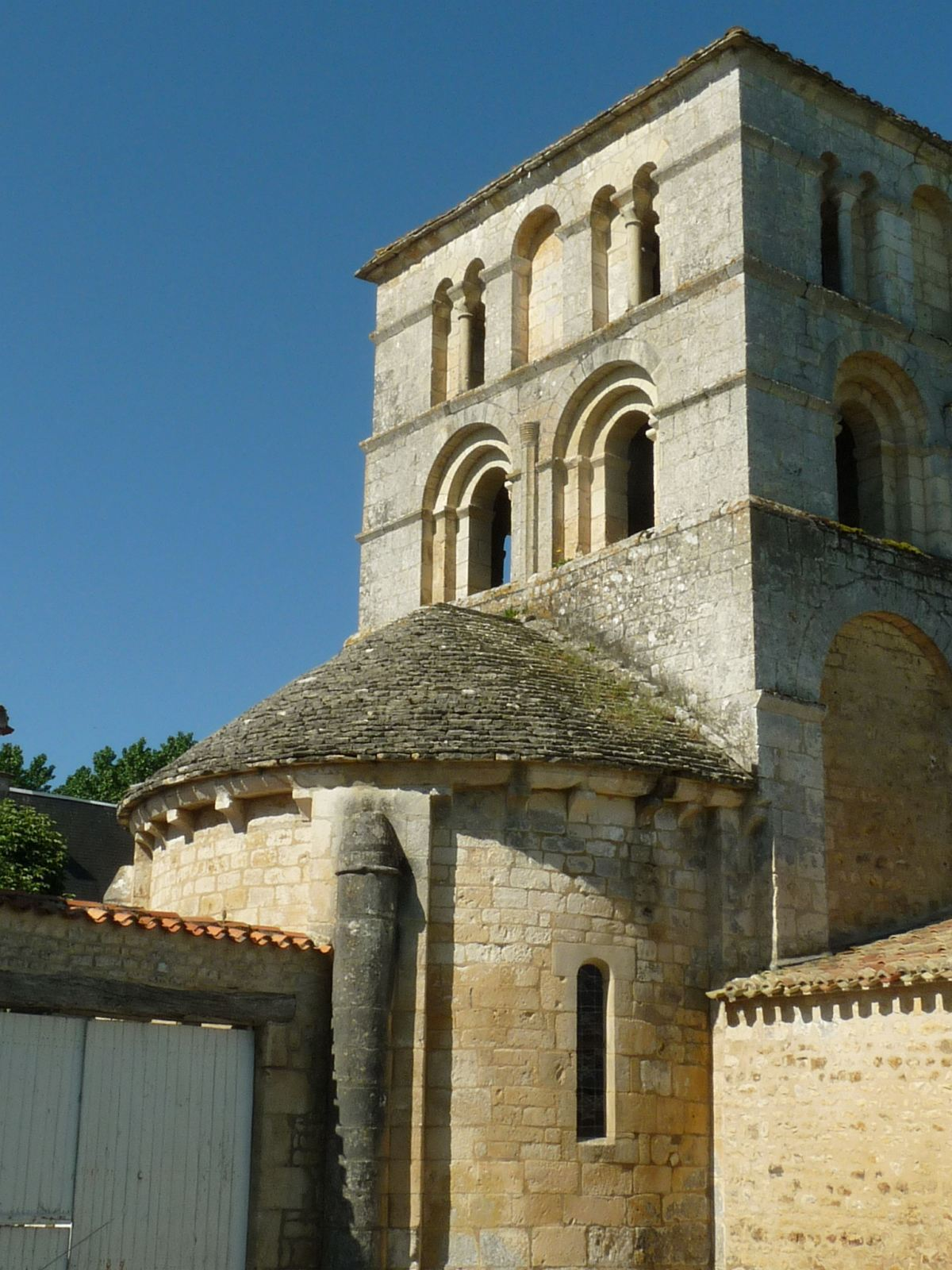
L'abside couverte de lauses.
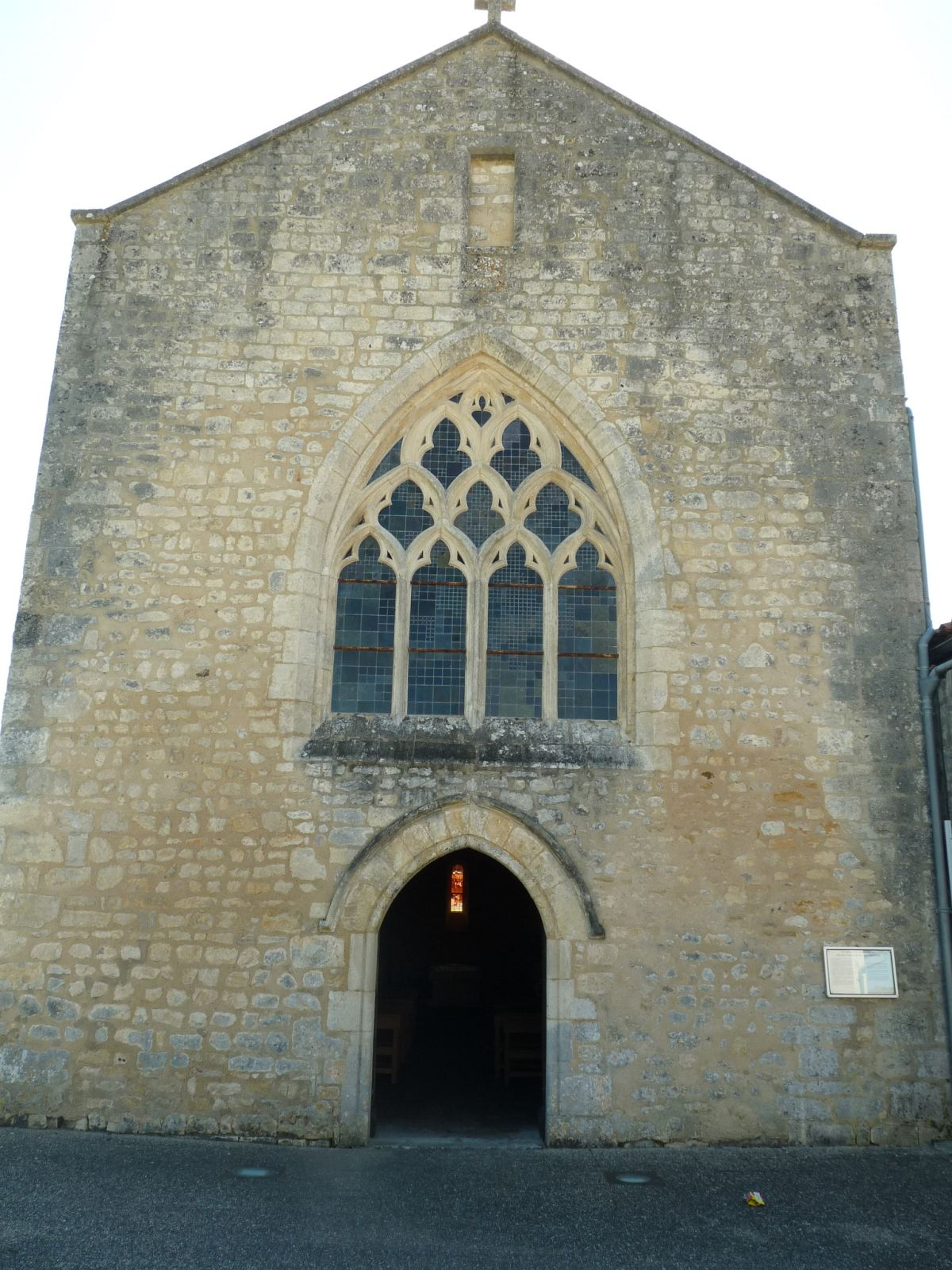
La façade de l'église.
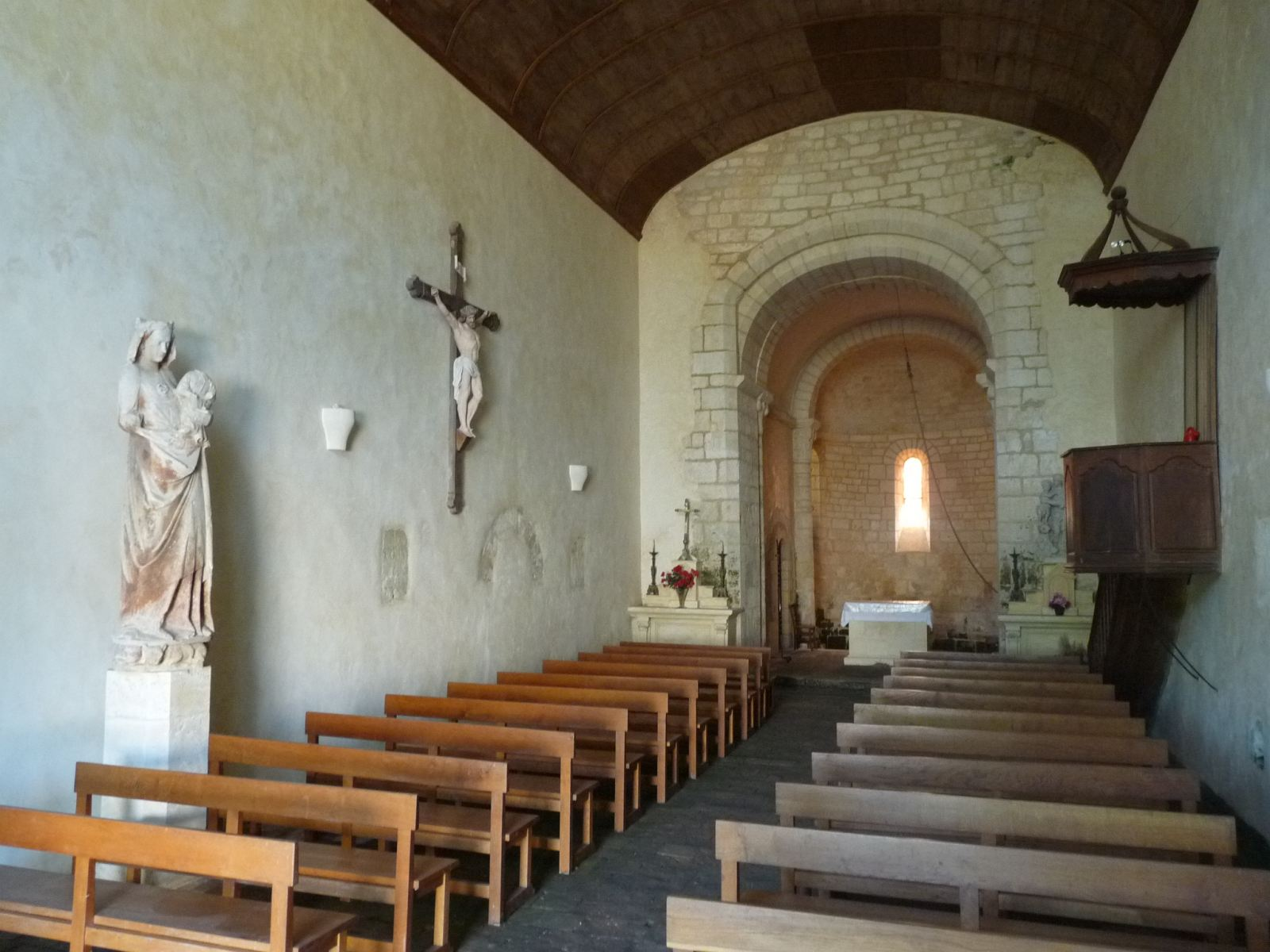
L'intérieur de l'église.
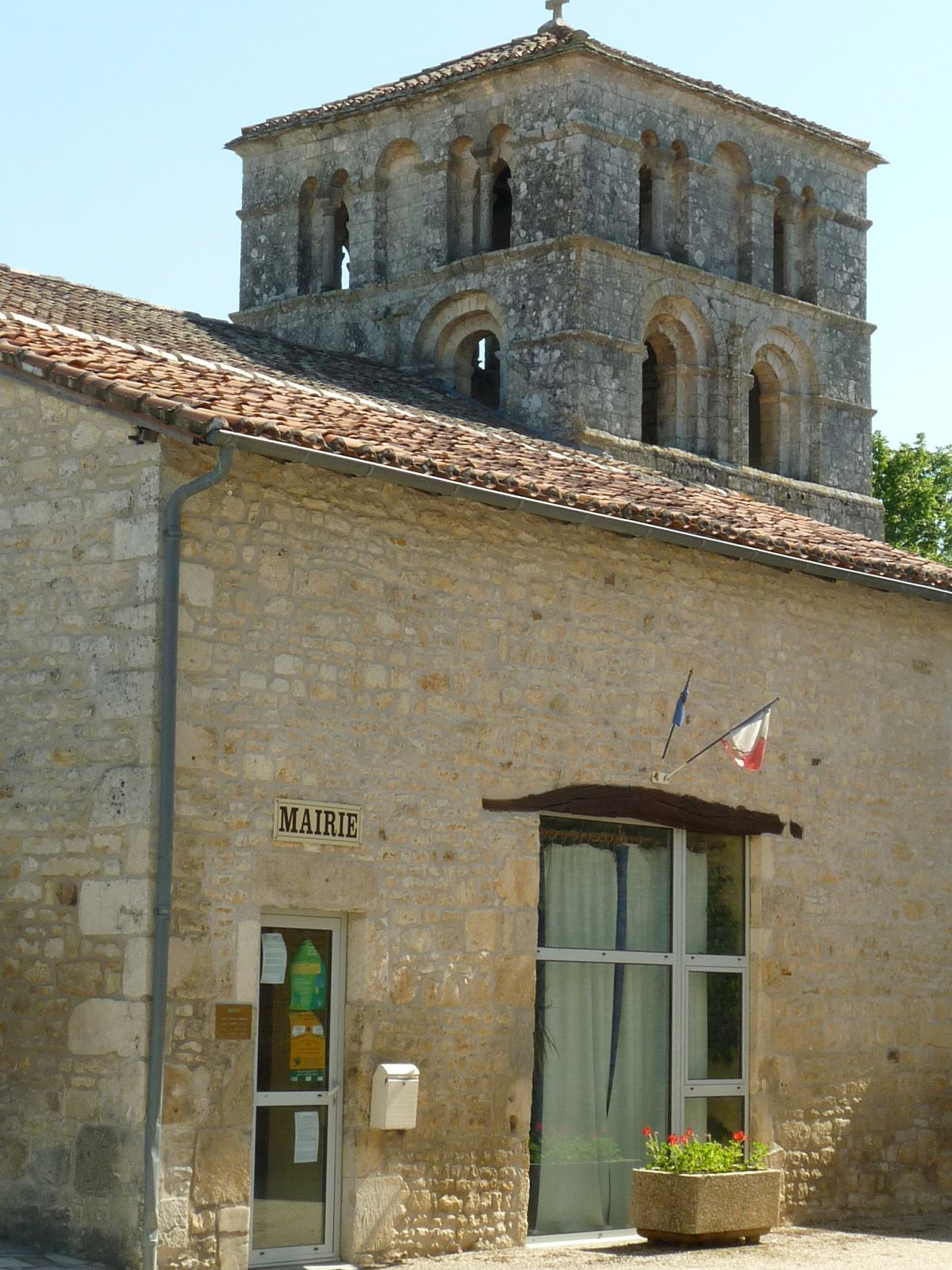
La mairie annexe au pied du clocher.

### Héraldique
| Blason de Saint-Amant-de-Bonnieure | Blason  | Écartelé d’azur et d’argent aux quatre fleurs de lys de l’un à l’autre.                                                                   |
| Blason de Saint-Amant-de-Bonnieure | Détails | Blason de la famille Desmier, anciennement possessionnée de nombreux fiefs en Angoumois. Le statut officiel du blason reste à déterminer. |